# Thermenregion
Die Thermenregion ist ein Weinbaugebiet in Niederösterreich, das mit dem Weingesetz von 1985 entstanden ist. Dabei wurden die früheren Weinbaugebiete Gumpoldskirchen und Bad Vöslau zusammengelegt. Die Thermenregion umfasst rund 2.500 Hektar Rebfläche und reicht von den östlichen Ausläufern des Wienerwaldes, beginnend in Perchtoldsdorf über Mödling und Baden bis nach Wiener Neustadt.

## Weinbau

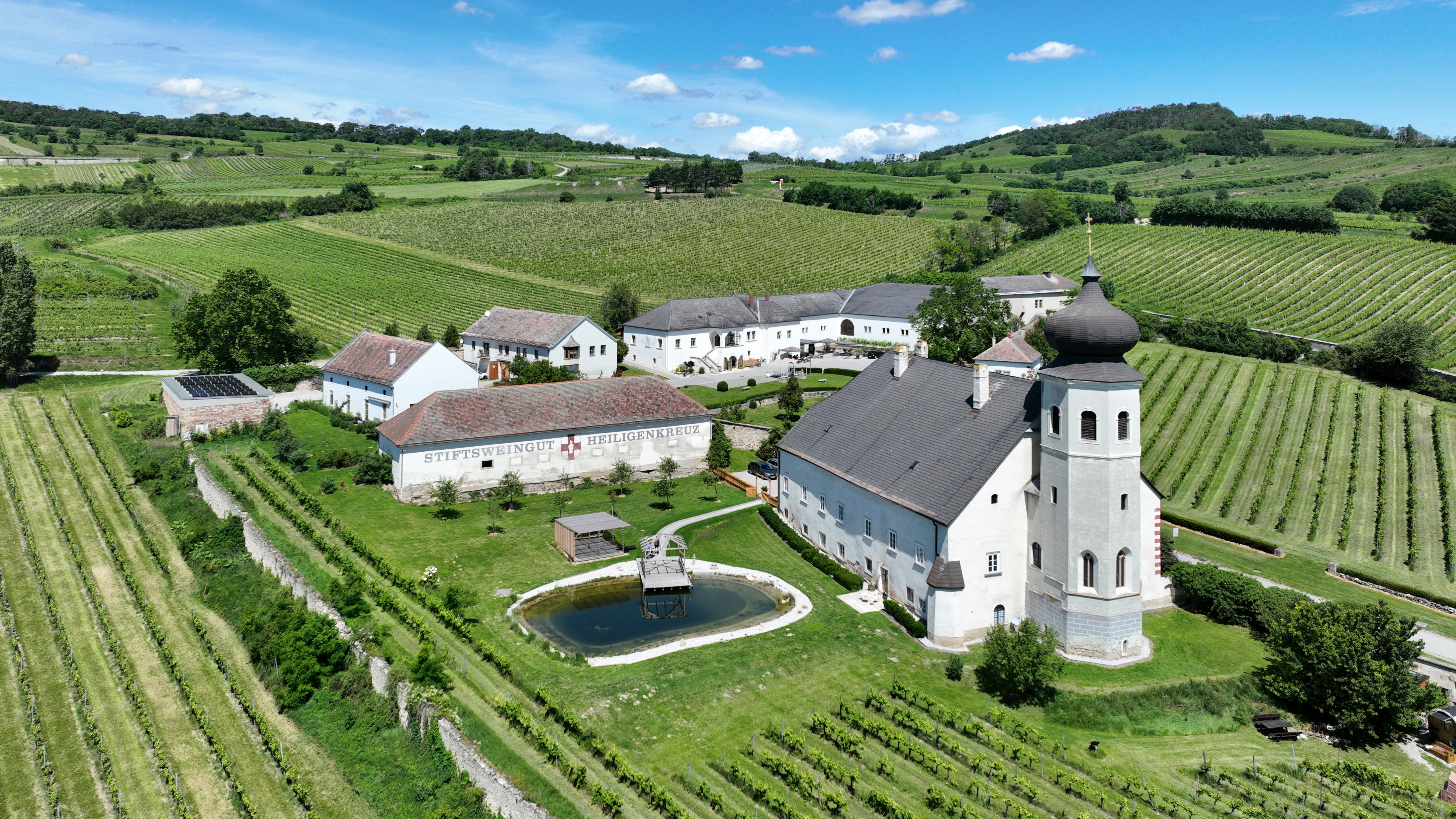
Das seit 1141 bestehende und durchgehend bewirtschaftete Stiftsweingut Thallern in Gumpoldskirchen

Schotterreiche Muschelkalkböden im Süden eignen sich besonders gut für Rotweine. Feuchte Lehmböden im Norden schaffen beste Voraussetzungen für Weißweine.
Der Falstaff Weinguide beschreibt das Klima der Thermenregion als pannonisch mit „heißen Sommern und trockenen Herbsten sowie 1.800 Sonnenstunden im Jahr“. Auf Grund der Lage im pannonischen Raum (ausgeglichenen, fast mediterranes Klima) gibt es hier kräftige, gehaltvolle Rotweine (nördliches Steinfeld) und volle, reife Weißweine (nördliche Thermenregion).
Eine Spezialität sind die autochthonen weißen Rebsorten Zierfandler (Synonym: Spätrot) und Rotgipfler, die oft zu einer Cuvée vereint werden. Zur Sortenvielfalt in der Thermenregion gehören unter anderem Blauer Portugieser, Neuburger, Pinot Blanc, Pinot Noir, St. Laurent, Zweigelt, Merlot und Cabernet Sauvignon.
„Der Feinschmecker“ beschreibt die Thermenregion als „Burgund Österreichs“ und in den letzten Jahren durch die bemerkenswerte Pinot-Noir-Kultur rund um die Orte Sooß, Bad Vöslau, Tattendorf und Teesdorf wieder auffiel.
Rotweinzentren in der Thermenregion sind Bad Vöslau, Sooß, Tattendorf und Teesdorf. Weißweine kommen aus Perchtoldsdorf, Gumpoldskirchen, Pfaffstätten, Baden, Guntramsdorf und Traiskirchen.
Die besten Weine der Region werden jedes Jahr von einer Fachjury im Rahmen einer Prämierungsweinkost ermittelt. Die Siegerweine von „Best of Thermenregion“ sind die sogenannten „Sortensieger“. Jedes Frühjahr werden die aktuellen Sortensieger beim Weinfestival Thermenregion präsentiert.
Das Weinfestival Thermenregion findet jedes Jahr im Mai an zwei Tagen statt. Neben Weinen aus der Thermenregion bieten regionale Betriebe kulinarische Köstlichkeiten aus eigener Produktion an. Der erste Tag des Weinfestivals widmet sich der Sortenvielfalt der Thermenregion: Zierfandler, Rotgipfler, Weißburgunder (Pinot Blanc), Welschriesling, Neuburger, St. Laurent, Zweigelt, Blauer Portugieser, Pinot Noir, Merlot, Cabernet Sauvignon sowie eine große Auswahl an Süßweinen werden geboten. Zwischen 200 und 300 Weinen aus der Thermenregion können an diesem Tag probiert werden. Am zweiten Tag des Weinfestivals werden die Sortensieger Weine präsentiert. Die 35 höchst prämierten Weine aus der Thermenregion (davon 17 Sortensieger) können verkostet werden.
Veranstalter ist das Weinforum Thermenregion, ein Verein, der sich seit 1991 für den Qualitätsweinbau in der Region und die Vermarktung der Weine einsetzt. Das Weinfestival Thermenregion ist die größte jährliche Weinveranstaltung in der Region. Eine Wein-Leistungsschau der regionalen Weingüter.

## Tourismus
Die Thermenregion wird auch von Wanderern und Naturfreunden gerne frequentiert. Eine Reihe von Burgen und Schlössern sowie Kirchen und Klöstern, etwa die ehemalige Benediktinerabtei in Klein-Mariazell, die Wallfahrtskirche Hafnerberg oder das Stift Heiligenkreuz, ist in dieser Region zu besichtigen. Die Schwefel- und Thermalquellen wurden schon in der Römerzeit zu Heilzwecken genutzt.

## Wirtschaft
Die Thermenregion ist außerdem (besonders im Bereich von Baden bis Vösendorf, siehe auch Industriezentrum Niederösterreich Süd) eine der leistungsfähigsten Wirtschaftsregionen der Republik Österreich.